# Гази (район Афин)
Гази (греч. Γκάζι) — район Афин, расположенный в пределах старого города, на пересечении улицы Иера  (греч. Ιερά Οδός) и улицы Пиреос (греч. Οδός Πειραιώς). Граничит с историческими районами Керамикос и Акрополь.
Современный Гази основан и перестроен в 1857 году. Здесь расположен так называемый Афинский технополис — газоперерабатывающий комплекс (от которого район и получил своё название), который занимает площадь в 30 000 м2. Около 1910 года в Гази, крупнейшем индустриальном районе Афин, насчитывалось наибольшее количество домов. Афиняне даже стали называть бордели Газохори, их посетителей — «газахоритис», а проституток — «газохиритиссами».
Вокруг газоперерабатывающего завода в 1920-е годы постепенно выросли дома. Район оставался неблагополучным, с высоким уровнем преступности. В 1967 году в связи с тяжелым экономическим положением Северной Греции в Гази переселялись целыми семьями мусульмане в поисках работы. Отношения с местными этническими греками оставались достаточно формальными и ни разу не перерастали в беспорядки или столкновения.
В последние десять лет район быстро разрастается и застраивается. Здесь действует Промышленный музей современной архитектуры. Станция Афинского метрополитена «Керамикос» выходит прямо к воротам завода.